# Гней Манлий Вульсон
Гней Ма́нлий Вульсо́н (лат. Gnaeus Manlius Volsō; III—II века до н. э.) — римский политический деятель из патрицианского рода Манлиев Вульсонов, консул 189 года до н. э. Во время претуры в 195 году до н. э. был наместником Сицилии. Добился консульства только после двух поражений на выборах и был направлен на Восток, где заканчивалась победоносная для Рима Сирийская война. Там Гней Манлий вторгся в Галатию и разгромил местные племена, до этого поддерживавшие врагов Рима. В 188 году до н. э. он участвовал в заключении Апамейского мира с Антиохом III и установлении в Малой Азии нового порядка.
По возвращении в Рим Вульсон был обвинён в самоуправстве и некомпетентности. В историографии существует гипотеза, что это обвинение связано с начавшимися вскоре сципионовскими процессами. Гнею Манлию удалось избежать судебного преследования и добиться триумфа. В 184 году до н. э. он принял участие в цензорских выборах, но не смог одержать победу над Марком Порцием Катоном и его коллегой Луцием Валерием Флакком. После этого Вульсон уже не упоминается в источниках.

## Биография

### Происхождение
Гней Манлий принадлежал к одному из знатнейших патрицианских родов Рима, представители которого регулярно получали консульство начиная с 480 года до н. э. Историки предполагают, что и номен Manlius с нехарактерным для латинского языка буквосочетанием nl, и первые его носители могли быть этрусского происхождения. Когномен Вульсон (Vulso) или Вольсон (Volso), самый ранний из использовавшихся Манлиями, может быть связан с названием этрусского города Вольсинии (Volsinii).
Согласно консульским фастам, у отца Гнея Манлия был тот же преномен — Гней; деда звали Луций. Немецкий антиковед Ф. Мюнцер предположил, что дед Гнея — это Луций Манлий Вульсон Лонг, консул 256 и 250 годов до н. э., командовавший в Африке вместе с Марком Атилием Регулом во время Первой Пунической войны. В источниках упоминаются двое его сыновей, Луций (претор 218 года до н. э.) и Публий (претор 210 года до н. э.), но мог быть и третий, Гней-старший, умерший рано (возможно, он погиб в одном из сражений Второй Пунической войны). Братьями Гнея-младшего были Луций, претор в 197 году до н. э., и Авл, консул 178 года до н. э. Остаётся неясным, кто был старше — Гней или Луций.

### Начало карьеры
Гней Манлий Вульсон впервые упоминается в источниках в связи с событиями 197 года до н. э., когда он был курульным эдилом вместе с Публием Корнелием Сципионом Назикой. Коллеги трижды повторили Римские игры, которые, по словам Тита Ливия, «были проведены более пышно и встречены публикой более радостно, чем когда-либо раньше». Продемонстрированные Вульсоном богатство и щедрость открыли ему путь для дальнейшей карьеры.
В 195 году до н. э. Гней Манлий стал претором и наместником Сицилии, которой годом ранее управлял его брат Луций, а в середине III века до н. э. — предполагаемый дед. Известно, что в качестве претора или уже претория он отправил золотой венок в святилище Аполлона на Делосе.
В 193 году до н. э. Вульсон выдвинул свою кандидатуру в консулы. На этих выборах развернулась напряжённая борьба. Кроме Гнея Манлия, было ещё двое претендентов-патрициев — Публий Корнелий Сципион Назика и Луций Квинкций Фламинин, а соискателей-плебеев было четверо: Маний Ацилий Глабрион, Гай Лелий, Гай Ливий Салинатор и Гней Домиций Агенобарб. Но основная борьба развернулась между Фламинином и Сципионом Назикой. Первого поддерживал его родной брат Тит, победитель Македонии, а второго — двоюродный брат Публий Корнелий Сципион Африканский, победитель Карфагена. Избран был Фламинин, а консулом-плебеем стал Агенобарб.
Вторую попытку пройти в консулы Гней Манлий предпринял в 192 году до н. э. Его конкурентом снова стал Сципион Назика, который одержал победу, хотя на предыдущую ступень cursus honorum (претуру) поднялся годом позже. От участия в выборах на 190 год до н. э. Вульсон, видимо, отказался, поскольку в условиях Антиоховой войны оба консульских места гарантированно получали видные представители «партии» Сципиона Африканского — брат (Луций Корнелий Сципион, позже Азиатский) и ближайший друг (Гай Лелий).
Наконец, в 190 году до н. э. Гней Манлий выдвинул свою кандидатуру в консулы в третий раз. Снова развернулась борьба: наряду с единственным кандидатом-плебеем Марком Фульвием Нобилиором, союзником Вульсона, в выборах участвовали трое патрициев. Это были Гней Манлий, Марк Эмилий Лепид и Марк Валерий Мессала. Правда, Ливий сообщает, что Мессала «вообще не мог ни на что рассчитывать». Нобилиор, который один из всех кандидатов набрал необходимое количество голосов, на следующий день после выборов объявил именно Вульсона своим коллегой.

### Война с галатами
Консулы 189 года до н. э. должны были сменить на Востоке братьев Сципионов, которые воевали против Этолийского союза и царя Антиоха III. Одному из консулов предстояло закончить войну и утвердить новый порядок в Этолии, другому — в Малой Азии. По результатам жеребьёвки Азия досталась Гнею Манлию. Прибывшие в Рим вскоре после этого посланцы братьев Сципионов сообщили, что Антиох наголову разгромлен при Магнезии и просит мира. Сенат одобрил уже заключённый предварительный договор, но миссию Вульсона не отменил и не уменьшил выделенный ему воинский контингент «из-за опасений, как бы не пришлось теперь воевать с галлами». Гней Манлий в начале весны 189 года до н. э. высадился в Эфесе, здесь принял у Луция Корнелия командование и сообщил солдатам, что намерен вторгнуться в Галатию. Необходимость новой войны обосновывалась тем, что галаты были союзниками Антиоха и угрозой для всего региона.
Присоединив к своей армии вспомогательный пергамский корпус, Гней Манлий прошёл через всю юго-западную часть Малой Азии, взимая контрибуции с местных общин. От Эфеса он дошёл до Магнезии, затем по левому берегу Меандра до Антиохии Писидийской, где его снабдил продовольствием сын Антиоха III Селевк. Отсюда консул повернул на юго-восток и приблизился к городу Кибира в южной части Фригии. Местный тиран Моагет попытался откупиться от него 15 талантами, но Гней Манлий потребовал 500, угрожая опустошить все владения тирана. В конце концов Моагету удалось сторговаться на 100 талантах.
От Кибиры Вульсон двинулся на север и вторгся в земли толостобогиев в западной части Галатии. Он без боя занял города Пессинунт и Гордион. Галаты с жёнами и детьми укрылись на горе Олимп и заняли здесь оборону, надеясь на естественные укрепления; но Гней Манлий предпринял атаку горы с трёх сторон и разгромил противника без особого труда. В этой битве, по данным Клавдия Квадригария, погибло до 40 тысяч галатов. Валерий Анциат сообщает о 10 тысячах погибших, а Ливий предполагает, что пленных точно было не меньше 40 тысяч.
Через три дня после сражения Вульсон благодаря внезапности быстро взял Анкиру. Послы второго галатского племени, тектосагов, начали переговоры о мире. Их настоящей целью было заманить консула в ловушку, но галатов постигла неудача. В дальнейшем тектосаги прибегли к той же тактике, что и толостобогии: они заняли оборону на горе Магаба. К ним примкнуло третье племя, трокмы, так что всего, по данным Ливия, собралась 50-тысячная армия. Тем не менее римляне легко обратили врага в бегство. После боя была захвачена огромная добыча: «Добра было столько, сколько могло скопить племя, отличающееся ненасытной алчностью, за те многие годы, пока оно силой оружия удерживало господство над всеми землями по сю сторону Тавра». Галаты прислали к консулу послов, попросивших о мире. Гней Манлий направил их для переговоров в Эфес и сам повёл армию туда же, на зимние квартиры, поскольку к тому времени уже наступила осень.

### Умиротворение Востока
В течение зимы 189/188 годов до н. э. Вульсон принимал в Эфесе посольства ряда малоазийских общин, благодаривших его за разгром галатов и преподносивших в дар золотые венки. Прислали своих представителей также Антиох III и царь Каппадокии Ариарат IV. Первый передал Гнею Манлию 2500 талантов в счёт контрибуции, а последний попросил прощения за то, что поддерживал Антиоха в Сирийской войне. Ариарату удалось откупиться обещанием 600 талантов (половину этой суммы Гней Манлий простил ему позже). Весной Вульсон двинулся с армией в Памфилию. Здесь он заставил селевкидский гарнизон уйти из города Перга — последнего укреплённого пункта в этом регионе, принадлежавшего Антиоху.
В это время из Рима в Азию прибыли пергамский царь Эвмен II и специальная комиссия, состоявшая из десяти легатов. Узнав об этом, Гней Манлий вернулся на запад и в городе Апамея принял участие в заключении мирного договора с Антиохом (лето 188 года до н. э.). Этот документ в основном подтверждал условия предварительного договора, заключённого братьями Сципионами. Царь был обязан вывести войска из Малой Азии, уничтожить почти весь флот, передать Риму всех боевых слонов и выплатить огромную контрибуцию (12 тысяч талантов за 12 лет). Корабли Селевкидской державы отныне не имели права заплывать к западу от мысов Каликадна и Сарпедона.
Большую часть 188 года до н. э. Вульсон занимался установлением в регионе новых границ. В частности, Эвмен Пергамский получил все владения Антиоха в Европе, Мисию, Фригию, Лидию, Ионию, часть Карии, Ликии и Писидии (в результате Пергамское царство стало самой мощной державой Малой Азии). Родосу достались территории в Карии и Ликии.

### Возвращение в Рим
Осенью 188 года до н. э. Гней Манлий с армией и огромной добычей двинулся в Рим; его сопровождали десять легатов. У Геллеспонта он продиктовал условия мира галатам. Последние должны были «оставить обычай бродить по стране вооружёнными». Затем римская армия, тяжело нагруженная добычей, переправилась на другой берег пролива и двинулась через Фракию. В пути ей пришлось отбивать нападения местных племён, соблазнённых размерами римского обоза; в одном из таких боёв погиб легат Квинт Минуций Терм. Когда Вульсон добрался до Аполлонии в Иллирии, уже начиналась зима, так что армия расположилась здесь на зимние квартиры: переправа в Италию в это время года была сопряжена со слишком большим риском.
Следующей весной Вульсон высадился, наконец, в Брундизии и привёл армию к Риму. В храме Беллоны в конце апреля или в начале мая 187 года до н. э. он отчитался перед сенаторами и потребовал от них предоставить ему триумф. Но свой протест заявило большинство сопровождавших его легатов; Ливий называет имена двоих — консуляра Луция Фурия Пурпуриона (он был личным врагом Вульсона) и только начинавшего тогда свою карьеру Луция Эмилия Павла (впоследствии Македонского). Легаты обвинили Гнея Манлия в том, что он хотел захватить в плен Антиоха в нарушение заключенного ранее соглашения, самовольно начал войну с галатами, действовал в интересах Пергама, не смог организовать достойный отпор фракийцам. Источники приводят речи обеих сторон, в которых, по предположению Ф. Мюнцера, могут быть фрагменты реальных высказываний; в частности, речь о данному Вульсону определению «наёмный консул с римским войском».
Легаты получили поддержку со стороны одного из консулов этого года Марка Эмилия Лепида, который был врагом Марка Фульвия Нобилиора, а следовательно, и Вульсона тоже. Тем не менее сенат после долгих обсуждений предоставил Гнею Манлию право на триумф. Торжественное вступление Вульсона в город состоялось в начале весны 186 года до н. э. По улицам были пронесены 212 золотых венков и множество других ценностей. Римляне впервые увидели такие предметы роскоши, как отделанные бронзой пиршественные ложа, столовое серебро чеканной работы, столики из драгоценных пород дерева и т. п.

### Вульсон и сципионовские процессы
В историографии особое внимание уделяют возможной связи между обвинениями легатов в адрес Гнея Манлия и делом братьев Сципионов. В 187 году до н. э. народный трибун Квинт Петилий Спурин потребовал от Луция Сципиона Азиатского отчёта о 500 талантах, полученных от Антиоха в счёт контрибуции. По данным Ливия, именно это событие отвлекло всеобщее внимание от Вульсона и обеспечило ему разрешение на триумф. При этом Полибий пишет, что в требовании Квинта Петилия фигурировали 3 тысячи талантов, включая те 2500, которые царь передал Гнею Манлию. В той версии событий, которую изложил Валерий Анциат, Луций Фурий Пурпурион (один из двух основных обвинителей Вульсона) во время процесса Сципиона Азиатского потребовал расширения расследования, явно имея в виду деятельность Вульсона.
В связи с этим в историографии существует гипотеза о том, что сципионовские процессы начались именно с дела Гнея Манлия: Пурпурион, увидев, что со своим первым обвинением не сможет добиться осуждения Вульсона, поднял тему «денег Антиоха». Поскольку пять шестых от спорной суммы были получены Гнеем Манлием, формально именно на него должна была лечь основная тяжесть обвинения. Но Катон использовал этот скандал, чтобы нанести удар по своему главному политическому противнику — Сципиону Африканскому, и последний заслонил собой Вульсона как для современников, так и для анналистов. Последние могли намеренно удалить Гнея Манлия из описания данного сюжета как явно менее интересную фигуру.
За обвинителями Гнея Манлия мог стоять и сам Катон. Есть и альтернативная точка зрения, согласно которой Гней Манлий подвергся атаке со стороны «сципионовской партии»; обвинения, предъявленные братьям Корнелиям, стали ответным ударом сената.

### Поздние годы
В 184 году до н. э. Гней Манлий выдвинул свою кандидатуру в цензоры. На выборах развернулась ожесточённая борьба. Соискателей-патрициев, помимо Вульсона, было четверо: Луций Валерий Флакк, Луций Фурий Пурпурион, Публий Корнелий Сципион Назика и Луций Корнелий Сципион Азиатский. Плебеев было в общей сложности четверо: Марк Порций Катон, Тиберий Семпроний Лонг, Марк Фульвий Нобилиор и Марк Семпроний Тудитан.
Наибольшие шансы на победу имел тандем Катон-Флакк благодаря известности, которую снискал в предыдущие годы Марк Порций в судебных процессах против братьев Сципионов. В этой ситуации остальные соискатели заключили союз. «Марк Порций громогласно обвинял своих противников в том, что они боятся независимой и строгой цензуры, и призывал избирателей отдать голоса ему и Луцию Валерию Флакку, говоря, что только с таким коллегой он сможет успешно бороться за чистоту нравов», а другие соискатели обещали избирателям «кротость и снисходительность». Программа Катона больше соответствовала общественным настроениям тех лет, а поэтому он получил больше всего голосов. Определённую роль здесь мог сыграть и тот факт, что одним из консулов 184 года до н. э. был сородич Катона Луций Порций Лицин; возможно, именно он занимался организацией выборов. Сначала был избран цензор-плебей. Победа Марка Порция резко увеличила шансы Луция Валерия, так что Гней Манлий проиграл выборы.
После этих событий Гней Манлий Вульсон уже не упоминается в источниках.

## Оценки
Деятельность Гнея Манлия подверглась критике со стороны ряда его современников и более поздних античных авторов. Так, Ливий вложил в уста Марка Эмилия Лепида следующую характеристику действий Вульсона на Востоке: он «рыскает, грозя войной народам, которым война не была объявлена, и продаёт мир за деньги». По словам В. Квашнина, в глазах Катона и его единомышленников Гней Манлий «воплощал в своей деятельности худшее из того, что принес с собой в римскую политику Сципион»: использование военного командования в личных целях, потакание солдатам, забвение интересов общины в угоду интересам отдельных знатных семейств. При этом Сципиону удавалось сохранять дисциплину в своей армии, а Вульсону — нет.
Обвинения в адрес Гнея Манлия учёные ставят в один ряд с другими политическими скандалами той эпохи — делом Мания Ацилия Глабриона (189 год до н. э.) и сципионовскими процессами (187—184 годы до н. э.). Все эти обвинения полководцев в злоупотреблении военной добычей могли иметь целью ограничение полномочий магистратов в провинциях.